# Esperia Football Club 1921-1922
Questa pagina raccoglie i dati riguardanti l'Esperia Football Club nelle competizioni ufficiali della stagione 1921-1922.

## Rosa
| N. |                   | Ruolo | Calciatore           |
| -- | ----------------- | ----- | -------------------- |
|    | Italia (bandiera) | C     | Carlo Ballerini      |
|    | Italia (bandiera) | C     | Egidio Bazzini       |
|    | Italia (bandiera) | D     | Francesco Casartelli |
|    | Italia (bandiera) | A     | Pierino Castelli     |
|    | Italia (bandiera) | C     | Castelletti          |
|    | Italia (bandiera) | C     | Armando Corsiglia    |
|    | Italia (bandiera) | D     | Plinio Farina        |
|    | Italia (bandiera) | A     | Luigi Fazzini        |

| N. |                   | Ruolo | Calciatore              |
| -- | ----------------- | ----- | ----------------------- |
|    | Italia (bandiera) | D     | Giuseppe Gabaglio       |
|    | Italia (bandiera) | A     | Gilardoni               |
|    | Italia (bandiera) | D     | Gabriele Locatelli      |
|    | Italia (bandiera) | A     | Paolo Martinelli        |
|    | Italia (bandiera) | A     | Mario Ronchetti (I)     |
|    | Italia (bandiera) | A     | Giuseppe Ronchetti (II) |
|    | Italia (bandiera) | P     | Guerrino Tagliabue      |